# 34. pehotna divizija (ZDA)
Za druge 34. divizije glejte 34. divizija.
34. pehotna divizija (izvirno angleško 34th Infantry Division) je bila pehotna divizija Kopenske vojske ZDA.